# Heinrich Runkel (Heimatforscher)
Heinrich Runkel (* 6. Juni 1911 in Sprendlingen; † 29. November 1999 ebenda) war ein deutscher Lehrer und Heimatforscher. Seine Arbeit war in der historischen Landschaft Dreieich mit dem Schwerpunkt Sprendlingen angesiedelt.

## Leben
Ab 1917 besuchte Heinrich Runkel die Grundschule in Sprendlingen, ab 1921 die Realschule in Langen und schloss 1930 an der Liebig-Oberrealschule mit der Reifeprüfung ab. Anschließend studierte er an der Technischen Hochschule Darmstadt Mathematik, Physik und Chemie und schloss das Studium 1934 mit dem wissenschaftlichen Examen ab. Es folgte eine pädagogische Ausbildung am Realgymnasium Darmstadt, die er 1936 mit dem Assessor-Examen beendete.
Von 1937 bis 1945 arbeitete er als wissenschaftlicher Mitarbeiter bei der Deutschen Forschungsanstalt für Segelflug in Flugplatz Griesheim, Braunschweig und Fliegerhorst Ainring. Neben seiner Arbeit studierte er Flugmechanik und Aerodynamik. Aufgrund dieser Tätigkeit war er vom Kriegsdienst befreit, kam aber nach dem Krieg kurz in amerikanische Gefangenschaft. 1947 begann er, als Lehrer am Realgymnasium in Langen (Dreieich-Schule) zu unterrichten. An dieser Schule blieb er bis zu seiner Pensionierung 1974 – ab 1953 als Studienrat, ab 1964 als Oberstudienrat, anschließend als Anstaltsseminarleiter und Studiendirektor.
Henrich Runkel war seit 1938 verheiratet mit Marie, geb. Vollrath. Aus der Ehe gingen zwei Söhne hervor.

## Wirken
Neben seinem Beruf engagierte sich Heinrich Runkel in der Volksbildung, seiner Kirchengemeinde und als Heimatforscher: In Sprendlingen war er 1948 Mitbegründer des Bundes für Volksbildung, den er 26 Jahre leitete. In der Sprendlinger Erasmus-Gemeinde war über 40 Jahre im Vorstand tätig. Relevant war seine Tätigkeit als Heimatforscher. Bevor sich 1977 die Städte Dreieichenhain und Sprendlingen sowie die Gemeinden Buchschlag, Götzenhain und Offenthal im Zuge der Gebietsreform in Hessen zur Stadt Dreieich zusammenschlossen, war er Mitbegründer der Heimat- und Geschichtsvereins „Freunde Sprendlingens“, die das lokale Brauchtum bewahren wollte. Von 1988 bis 1991 stand er diesem Verein als Erster Vorsitzender vor.
Im Rahmen dieses Engagements forschte er in Archiven nach Urkunden und Quellen zur Geschichte Sprendlingens. 1982 beauftragte ihn die Stadt Dreieich mit der Erforschung zur Entstehungsgeschichte Sprendlingens. Im Zuge dieser Arbeit fand und publizierte er erstmals die Ersterwähnungen des Ortes aus Urkunden des 9. Jahrhunderts.
Im Verlauf seiner heimatkundlichen Forschungen recherchierte und publizierte er zahlreiche weitere Quellen von der mittelalterlichen bis zur neuzeitlichen Geschichte der historischen Landschaft Dreieich, die den heutigen Westteil des Landkreises Offenbach umfasst. Schwerpunkt dieser Arbeiten blieb stets Sprendlingen. Die Ergebnisse publizierte er vornehmlich über den Geschichts- und Heimatverein Freunde Sprendlingens sowie über die Zeitschrift Landschaft Dreieich.

## Ehrungen
- 1985: Ehrenbrief des Landes Hessen[5]
- 1988: Bürgermedaille der Stadt Dreieich in Silber für sein Gesamtwerk[5]
- 1988: Kulturpreis des Landkreises Offenbach[6]

## Schriften (Auswahl)
- Die ersten urkundlichen Erwähnungen des Ortsnamens von Sprendlingen (Dreieich). Herausgeber: Freunde Sprendlingens, Dreieich 1982.
- Zur Ausgrabung des "Judenbades" (Hellgasse 15). In: Informationen aus dem kulturellen Geschehen des Kreises Offenbach am Main, 1982, S. 9ff.
- mit Arno Buschbaum, Franz Hauk, Heinrich Henning, Fred Neubecker, Rolf Nieß, Friedrich Spitz: Die Sprendlinger Juden. [Eigendruck], Sprendlingen 1983. (Online-Version)
- Sprendlingen. Fragen und Antworten zur Heimat., Herausgeber: Heimatkundliche Arbeitsgemeinschaft der „Freunde Sprendlingen“ im Bund für Volksbildung e.V., Sprendlingen 1984, ISBN 3-924599-00-9.
- Sprendlingen. In: Hanne Kulessa (Hrsg.): Dreieich – eine Stadt: Buchschlag, Dreieichenhain, Götzenhain, Offenthal, Sprendlingen, Verlag Waldemar Kramer, Frankfurt am Main 1989, ISBN 3-7829-0377-3.
- Erinnerungen an Sprendlingen. Dreieich: ein historischer Bildband. Im Hayn-Verlag, Dreieich 1995, ISBN 3-928149-04-0.
- Sprendlinger Schulgeschichte von den Anfängen bis zum Jahr 1910. In: Landschaft Dreieich. Blätter für Heimatforschung, Jahrgang 2000, Dreieich und Langen 2000, ISBN 3-9806760-2-1 / ISSN 0936-6733, S. 27–43.
- Schultheißen und Bürgermeister in Sprendlingen. In: Landschaft Dreieich. Blätter für Heimatforschung, Jahrgang 2000, Dreieich und Langen 2000, ISBN 3-9806760-2-1 / ISSN 0936-6733, S. 44–53.